# Індіанола (Міссісіпі)
Індіанола (англ. Indianola) — місто (англ. city) в США, в окрузі Санфлауер штату Міссісіпі. Населення — 9646 осіб (2020).

## Географія
Індіанола розташована за координатами 33°26′56″ пн. ш. 90°38′38″ зх. д. / 33.44889° пн. ш. 90.64389° зх. д. (33.448963, -90.643789).  За даними Бюро перепису населення США в 2010 році місто мало площу 22,42 км², з яких 22,20 км² — суходіл та 0,23 км² — водойми.

## Демографія
Згідно з переписом 2010 року, у місті мешкали 10 683 особи в 3650 домогосподарствах у складі 2620 родин. Густота населення становила 476 осіб/км².  Було 3942 помешкання (176/км²).
Расовий склад населення:
| - 79,4 % — чорних або афроамериканців - 18,7 % — білих - 0,5 % — азіатів - 0,2 % — корінних американців |

До двох чи більше рас належало 0,5 %. Частка іспаномовних становила 1,6 % від усіх жителів.
За віковим діапазоном населення розподілялося таким чином: 28,2 % — особи молодші 18 років, 60,8 % — особи у віці 18—64 років, 11,0 % — особи у віці 65 років та старші. Медіана віку мешканця становила 32,6 року. На 100 осіб жіночої статі у місті припадало 85,9 чоловіків;  на 100 жінок у віці від 18 років та старших — 79,6 чоловіків також старших 18 років.
Середній дохід на одне домашнє господарство  становив 45 446 доларів США (медіана — 26 544), а середній дохід на одну сім'ю — 52 319 доларів (медіана — 28 036). Медіана доходів становила 32 921 долар для чоловіків та 23 115 доларів для жінок. За межею бідності перебувало 33,2 % осіб, у тому числі 48,4 % дітей у віці до 18 років та 17,2 % осіб у віці 65 років та старших.
Цивільне працевлаштоване населення становило 3619 осіб. Основні галузі зайнятості: освіта, охорона здоров'я та соціальна допомога — 26,1 %, роздрібна торгівля — 21,4 %, мистецтво, розваги та відпочинок — 10,9 %, виробництво — 7,8 %.